# Ренато Сайнс
Ренато Сайнс Лоса (ісп. Renato Sáinz Loza, 29 березня 1906, Сукре, Болівія — 27 жовтня 1987) — болівійський футболіст, що грав на позиції півзахисника, зокрема, за клуб «Зе Стронгест», а також національну збірну Болівії.

## Біографія
Учасник Чакської війни, де отримав звання "Другий лейтенант". Входив до складу полку Азурдуй, що йшов у авангарді болівійської армії, який у перші роки війни взяв на себе ініціативу в нападах. Під час битви під Бокероном, його взяли в полон разом з іншими офіцерами і декількома сотнями солдатів. Перебував у полоні в Асунсьйоні до кінця війни, поки не був здійснений обмін в'язнями в 1935 році.

## Клубна кар'єра
Виступав за команду «Коледж Мілітар», де був помічений керівництвом «Зе Стронгест», куди перейшов у 1929-му році і одразу ж виборов титул чемпіона Ла-Паса. 
Наступного року перебрався до «Болівара», де відіграв півтора сезони и пішов воювати. Після полону повернувся до «Зе Стронгест» і знов став чемпіоном Ла-Паса.
Помер 28 грудня 1982 року на 84-му році життя.

## Виступи за збірну
1926 року дебютував в офіційних матчах у складі національної збірної Болівії. Протягом кар'єри у національній команді провів 6 матчів за 5 років.
У складі збірної був учасником Чемпіонату Південної Америки 1926 року у Чилі, Чемпіонату Південної Америки 1927 року у Перу, чемпіонату світу 1930 року в Уругваї, де пропустив перший матч проти Югославії (0:4) і відіграв поєдинок з Бразилією (0:4).

## Титули і досягнення
«Зе Стронгест»
Чемпіон Ла-Паса: (2): 1930, 1935